# Kirjat Luza
Kirjat Luza je poslední sídlo na světě obývané výlučně Samaritány. Nachází se na hoře Gerizim nedaleko Nábulusu a sousedí s izraelskou osadou Har Bracha. Do 80. let 20. století většina Samaritánů žila v Nábulusu, ale po vypuknutí první intifády se přemístili do Kirjat Luzy. Izraelská armáda stále udržuje v oblasti přítomnost.